# Filippo Grimani (incrociatore ausiliario)
Il Filippo Grimani (poi Città di Tripoli) è stato un incrociatore ausiliario della Regia Marina ed una motonave mista italiana.

## Storia

La nave in servizio sulle rotte dell'Egeo

Costruita nello Stabilimento Tecnico Triestino per la Società di Navigazione San Marco insieme alla gemella Piero Foscari e completata nel giugno 1928, l'unità era originariamente una motonave mista da 3431 tonnellate di stazza lorda e 1964 tonnellate di stazza netta. Quattro stive della capienza di 2905 metri cubi permettevano una portata lorda di 2675 tonnellate, mentre nelle cabine potevano trovare posto in tutto 125 passeggeri. Due motori diesel FIAT della potenza complessiva di 4200 HP, consumando 13,2 tonnellate di carburante al giorno, azionavano due eliche, permettendo una velocità di 14,5 nodi (per altre fonti 16,5).
Iscritta con matricola 220 al Compartimento marittimo di Venezia, la nave apparteneva alla Società di Navigazione San Marco, con sede a Venezia, poi confluita, il 4 aprile 1932, nella Compagnia Adriatica di Navigazione, che il 1º gennaio 1937 cambiò nome in Adriatica Società Anonima di Navigazione, sempre con sede a Venezia.

La Grimani fotografata a Venezia nel 1936

Nei primi anni trenta si progettò di trasformare, in caso di guerra, Foscari e Grimani in portaerei di scorta, progetto che rimase comunque lettera morta.
Utilizzata sulla linea n. 51 dall'Adriatico all'Egeo, il 22 ottobre 1937 la motonave venne trasferita sulla linea n. 54 Trieste-Venezia-Istanbul («espresso per la Turchia»), restandovi sino al 12 ottobre 1938. Tra tale data ed il 2 giugno 1940 la Grimani venne utilizzata su quasi tutte le linee che univano l'Adriatico al Medio Oriente, venendo in più occasioni requisita da diversi Ministeri, che la utilizzarono per viaggi straordinari.
Alle 13:33 del 26 agosto 1940 la Grimani, in navigazione al largo di Durazzo, venne infruttuosamente attaccata dal sommergibile britannico Perseus con il lancio di due siluri, in posizione 41°13' N e 18°55' E.
Requisita dalla Regia Marina a Brindisi il 23 luglio 1941, la motonave venne in pari data iscritta nel ruolo del Naviglio ausiliario dello Stato con matricola D 9, classificata come incrociatore ausiliario. 

Un'altra foto della Grimani in servizio come nave mercantile.

 Armata con due cannoni da 102/45 Mod. 1917 mm e quattro mitragliere Breda Mod. 31 da 13,2 mm (per altre fonti da 20/65 mm) e provvista inoltre delle attrezzature per trasportare e posare 60 mine, l'unità venne adibita a compiti di scorta convogli.
Alle 15:45 (ora inglese) del 27 febbraio 1943 i trasporti truppe Francesco Crispi e Rossini, che il Grimani, insieme alla vecchia torpediniera La Masa ed al MAS 558, stava scortando a Bastia, vennero attaccati poco fuori l'imboccatura di tale porto dal sommergibile britannico Torbay: tale unità, avvistato il convoglio alle 15:19 ad oltre 13.700 metri di distanza, lanciò alle 15:45 – dopo che il Crispi, scelto inizialmente come bersaglio, aveva modificato la rotta accostando di 4500 metri – quattro siluri contro il Rossini, senza colpirlo, e venendo poi sottoposta ad un contrattacco da parte della scorta, con il lancio di 14 bombe di profondità.

In seguito all'annuncio dell'armistizio l'incrociatore ausiliario raggiunse Portoferraio, dove erano confluite molte altre unità (principalmente torpediniere e corvette) provenienti dai porti del Tirreno. Dopo la partenza di quasi tutte le torpediniere, la sera dell'11, alla volta di Palermo, il Grimani rimase nel porto elbano insieme alle torpediniere Impavido (bloccata da avarie alle macchine) ed Ardito (immobilizzata dai gravi danni riportati alcuni giorni prima a Bastia, in uno scontro con le truppe tedesche che avevano cercato d'impossessarsi di tale porto) nonché ai dragamine ausiliari Andrea Sgarallino ed Elbano Gasperi. Il 18 (per altra fonte 16) settembre 1943, con la caduta dell'Elba, il Grimani venne catturato a Portoferraio dalle truppe tedesche (per altra fonte la cattura avvenne a Piombino il 17 settembre, ma si tratta probabilmente di un errore). 

La nave dopo la trasformazione in incrociatore ausiliario.

Il 18 settembre l'unità, sotto controllo tedesco ed insieme alla torpediniera Impavido pure catturata, lasciò Portoferraio e rimorchiò a Livorno la torpediniera Ardito, anch'essa caduta in mano tedesca.
Restituita all'Adriatica alle otto del mattino del 29 novembre 1943 nel porto di Genova (la formale derequisizione e radiazione dal ruolo del Naviglio ausiliario dello Stato venne poi dichiarata per le ore 24 dell'8 settembre 1943), la motonave venne posta in parziali condizioni di disarmo nel capoluogo ligure, restandovi per i mesi successivi.

Il 28 maggio 1944, durante un bombardamento aereo ad opera di aerei della 15th USAAF sul porto di Genova (anche se l'obiettivo in realtà era la stazione ferroviaria) terminato all'una del pomeriggio, la Grimani, sulla quale erano state già piazzate delle cariche esplosive per l'autoaffondamento, venne colpita da due bombe, una delle quali sfondò il cielo della sala nautica e scoppiò nei ponti sottostanti, mentre l'altra cadde sul molo investendo con la propria esplosione la murata di dritta della nave, distante due metri, provocando una falla di quattro-cinque metri, che si estendeva da lato a lato per tutta la larghezza della nave ed in lunghezza dalle ordinate 95 a 105, un metro sopra la linea di galleggiamento. 

Un'altra immagine del Grimani in veste di incrociatore ausiliario.

 Per ordine del capo d'armamento Albrizzi, che poté giungere sul posto solo dopo due ore a causa delle interruzioni nelle linee di comunicazione provocate dal bombardamento, il primo ufficiale della Grimani, Leonardo Gentile, avvisò i pompieri, per estinguere le fiamme (delle bombe avevano colpito le casse di riserva della nafta, provocando un violento incendio a centro nave), ed il comando tedesco, per chiedere la rimozione delle cariche esplosive, che sarebbero potute scoppiare, da parte di genieri. I tentativi di estinguere l'incendio, ad opera, oltre che del primo ufficiale Gentile e del secondo ufficiale di macchina Pietro Porta, di due autopompe e di una barca pompa dei vigili del fuoco, ma rallentati dal timore che le mine per l'autoaffondamento potessero scoppiare, risultarono inizialmente inutili: due ore dopo la conclusione dell'attacco le fiamme, alimentate dalla nafta, avvolgevano il cassero centrale, i boccaporti delle stive n. 2 e n. 3, tutti i locali di prima classe, le cucine, il loro garruggetto di servizio e gli alloggi e depositi circostanti. 

La Città di Tripoli fotografata a Cagliari negli anni cinquanta.

 Dopo ore di sforzi, tuttavia, verso le cinque del pomeriggio, grazie all'impiego dei sei idranti di grande portata, il fuoco iniziò a recedere, ma la grande quantità di acqua riversata sulla motonave ne provocò un notevole sbandamento ed abbassamento sull'acqua, provocando così anche la sommersione dello squarcio sulla fiancata, inizialmente sopra la linea di galleggiamento, dal quale entrò altra acqua. Dietro disposizione del comando tedesco, che aveva deciso, essendo la nave perduta, di estinguere le fiamme e poi condurla all'imboccatura del porto per affondarvela (ma che non aveva partecipato minimamente ai tentativi di circoscrivere l'incendio, eseguiti dai soli pompieri italiani, che vennero sollecitati ad accelerare tale lavoro), giunsero sul posto due rimorchiatori e degli operai dell'Ansaldo, che iniziarono a tagliare con la fiamma ossidrica le catene delle ancore, avvolte intorno alle bitte per resistere al maestrale. Era però ormai troppo tardi: alle 17:30 la Grimani ruppe gli ormeggi e, nonostante l'aletta antirollio fosse orientata contro il molo (e tesa a frenare lo sbandamento), si rovesciò, gradualmente ma con velocità, sul lato sinistro, lasciando affiorare solo la zona centrale del cassero per un metro e mezzo.
I lavori di recupero ebbero inizio nel 1946 ed il 30 giugno 1947 il relitto della motonave venne riportato in condizioni di galleggiabilità. Valutata recuperabile, la Grimani venne riparata e reimmessa in servizio come nave mista nel 1948.
Nell'agosto 1957 la motonave venne ceduta alla Tirrenia di Navigazione S.p.A., che la ribattezzò Città di Tripoli e la impiegò sulla rotta Livorno-Bastia-Porto Torres e Livorno-Portoferraio-Porto Torres, nonché per i collegamenti verso Tripoli. Posta in disarmo a Napoli nel febbraio 1970, l'anziana motonave venne infine demolita nel 1971.